# Оливола
Оливола (итал. Olivola) — коммуна в Италии, располагается в регионе Пьемонт, в провинции Алессандрия.
Население составляет 136 человек (2008 г.), плотность населения составляет 55 чел./км². Занимает площадь 3 км². Почтовый индекс — 15030. Телефонный код — 0142.
Покровителем коммуны почитается святой апостол Пётр, празднование 29 июня.

## Демография
Динамика населения:

## Администрация коммуны
- Официальный сайт: http://www.comune.olivola.al.it/ Архивная копия от 17 марта 2010 на Wayback Machine